# Qeeni
Qeeni (georgiska: ყეენი), eller Qeeniberget (ყეენის მთა, Qeenis mta), är ett berg, eller en höjd, i Georgien. Det ligger i den östra delen av landet, vid Tbilisisjön nära huvudstaden Tbilisi. Toppen på Qeeni är 629 meter över havet.